# Colin Pascoe
Colin James Pascoe (Port Talbot, 9 aprile 1965) è un allenatore di calcio ed ex calciatore gallese, di ruolo centrocampista.

## Biografia
Ha un figlio di nome Theo.

## Carriera

### Giocatore

#### Club
Ha giocato per la maggior parte degli anni in carriera nello Swansea City, in cui ha militato in 2 occasioni per 9 anni complessivi; nell'intermezzo ha militato per 4 anni nel Sunderland.
Terminata la seconda esperienza allo Swansea, è passato nel gennaio 1996 al Blackpool, in cui ha giocato solo una partita.
Dopo 6 mesi lascia il Blackpool e passa al Merthyr Tydfil, in cui milita per un anno prima di passare al Carmarthen Town, squadra con cui si ritira nel 1998.

#### Nazionale
Ha disputato 11 partite con la Nazionale del Galles tra il 1984 e il 1991, senza mai segnare. Ha giocato in particolare tra il 1988 e il 1991, mentre nell'84 aveva disputato 2 partite con la selezione gallese.

### Allenatore
Nel 2008 ha avuto la sua prima esperienza da allenatore con lo Swansea City (suo ex club da giocatore) dove ricopre il ruolo di vice-allenatore di Roberto Martínez in Championship; al termine della stagione 2008-09 lo spagnolo lascia il club per accasarsi al Wigan Athletic (all'epoca in Premier League) e il suo posto viene rilevato da Paulo Sousa. Il portoghese lascia il club dopo un anno (buono) e al suo posto arriva Brendan Rodgers; con Rodgers i cigni raggiungono dopo un anno una storica promozione in Premier League, e nasce un sodalizio con il tecnico nordirlandese che oltre a seguire l'anno successivo in massima serie (dove lo Swansea ottiene una tranquilla salvezza), seguirà anche al Liverpool nel 2012. Rimane a Liverpool fino al giugno 2015, quando viene annunciata la sua separazione da Brendan Rodgers che resta (seppur per pochi mesi visto che verrà esonerato nell'ottobre dello stesso anno) sulla panchina dei Reds, per cui Rodgers ha successivamente spiegato i motivi.
Non ha seguito Rodgers nella sua successiva avventura da allenatore al Celtic.

## Statistiche

### Cronologia presenze e reti in nazionale
| Cronologia completa delle presenze e delle reti in nazionale ― Galles | Cronologia completa delle presenze e delle reti in nazionale ― Galles | Cronologia completa delle presenze e delle reti in nazionale ― Galles | Cronologia completa delle presenze e delle reti in nazionale ― Galles | Cronologia completa delle presenze e delle reti in nazionale ― Galles | Cronologia completa delle presenze e delle reti in nazionale ― Galles | Cronologia completa delle presenze e delle reti in nazionale ― Galles | Cronologia completa delle presenze e delle reti in nazionale ― Galles |
| Data                                                                  | Città                                                                 | In casa                                                               | Risultato                                                             | Ospiti                                                                | Competizione                                                          | Reti                                                                  | Note                                                                  |
| --------------------------------------------------------------------- | --------------------------------------------------------------------- | --------------------------------------------------------------------- | --------------------------------------------------------------------- | --------------------------------------------------------------------- | --------------------------------------------------------------------- | --------------------------------------------------------------------- | --------------------------------------------------------------------- |
| 6-6-1984                                                              | Trondheim                                                             | Norvegia                                                              | 1 – 0                                                                 | Galles                                                                | Amichevole                                                            | -                                                                     | 60’                                                                   |
| 10-6-1984                                                             | Ramat Gan                                                             | Israele                                                               | 0 – 0                                                                 | Galles                                                                | Amichevole                                                            | -                                                                     | 73’                                                                   |
| 19-10-1988                                                            | Swansea                                                               | Galles                                                                | 2 – 2                                                                 | Finlandia                                                             | Qual. Mondiali 1990                                                   | -                                                                     |                                                                       |
| 8-2-1989                                                              | Ramat Gan                                                             | Israele                                                               | 3 – 3                                                                 | Galles                                                                | Amichevole                                                            | -                                                                     |                                                                       |
| 31-5-1989                                                             | Cardiff                                                               | Galles                                                                | 0 – 0                                                                 | Germania Ovest                                                        | Qual. Mondiali 1990                                                   | -                                                                     | 80’                                                                   |
| 11-10-1989                                                            | Wrexham                                                               | Galles                                                                | 1 – 2                                                                 | Paesi Bassi                                                           | Qual. Mondiali 1990                                                   | -                                                                     | 85’                                                                   |
| 15-11-1989                                                            | Colonia                                                               | Germania Ovest                                                        | 2 – 1                                                                 | Galles                                                                | Qual. Mondiali 1990                                                   | -                                                                     | 80’                                                                   |
| 6-2-1991                                                              | Wrexham                                                               | Galles                                                                | 0 – 3                                                                 | Irlanda                                                               | Amichevole                                                            | -                                                                     |                                                                       |
| 1-5-1991                                                              | Cardiff                                                               | Galles                                                                | 1 – 0                                                                 | Islanda                                                               | Amichevole                                                            | -                                                                     | 69’                                                                   |
| 29-5-1991                                                             | Radom                                                                 | Polonia                                                               | 0 – 0                                                                 | Galles                                                                | Amichevole                                                            | -                                                                     | 84’                                                                   |
| 11-9-1991                                                             | Cardiff                                                               | Galles                                                                | 1 – 0                                                                 | Brasile                                                               | Amichevole                                                            | -                                                                     | 76’                                                                   |
| Totale                                                                |                                                                       | Presenze                                                              | 11                                                                    |                                                                       | Reti                                                                  | 0                                                                     |                                                                       |

## Palmarès

### Giocatore

#### Competizioni nazionali
- Coppa del Galles: 1

Swansea City: 1982-1983
- English Football League Trophy: 1

Swansea City: 1993-1994